# جیسون لووی
جیسون لووی (انگلیسی: Jason Lowe؛ زادهٔ ۲ سپتامبر ۱۹۹۱) یک بازیکن فوتبال اهل بریتانیا است.